# Supermarioneta

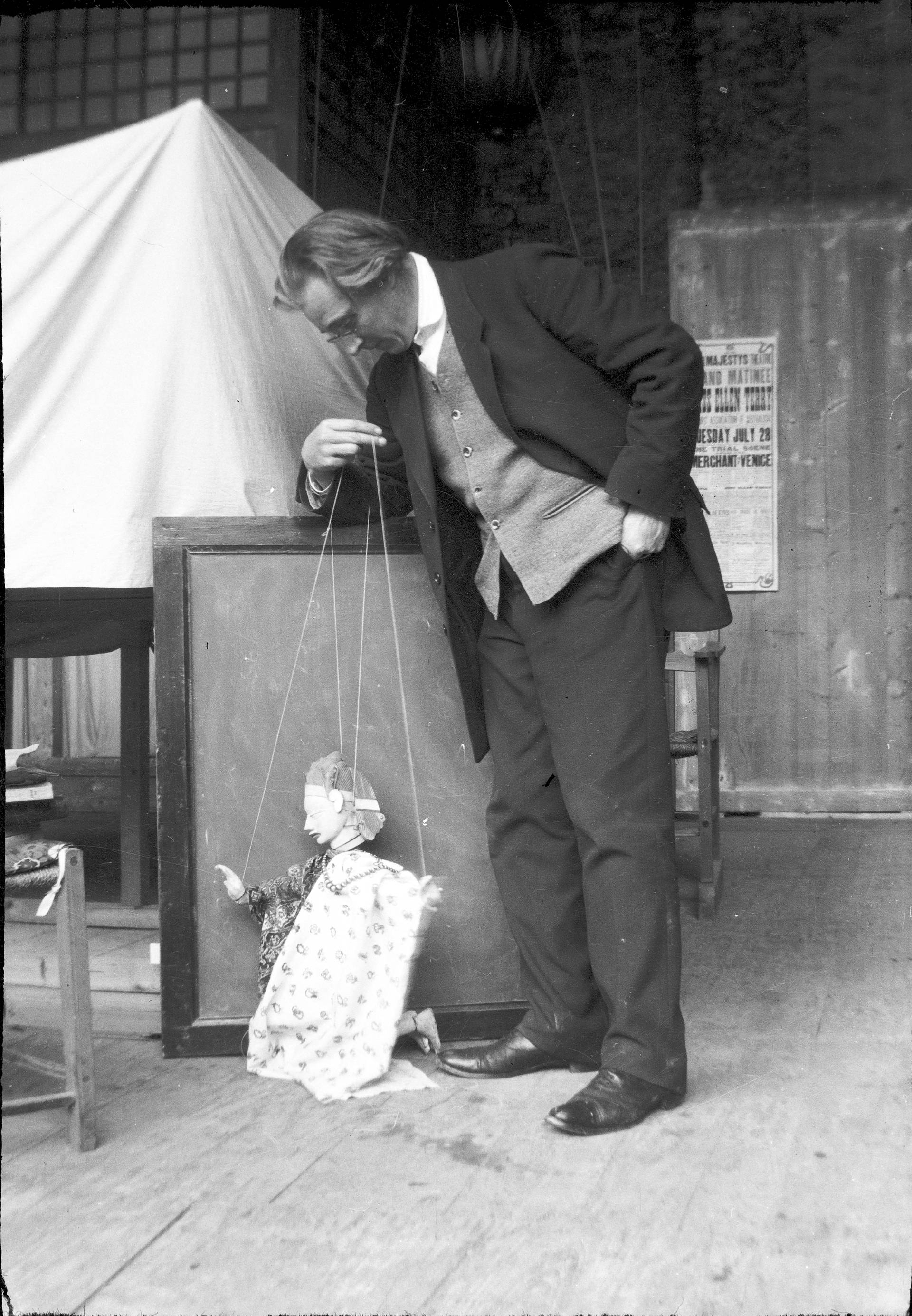
Edward Gordon Craig moviendo lo hilos de una marioneta durante una visita a Florencia, Italia, en una fecha indeterminada de principios del.

Supermarioneta (en su formulación original: Über-Marionette) es un concepto teatral ideado por el teórico y director de escena británico Edward Gordon Craig para nombrar a su ideal de actor.
Para Craig, el actor debía prescindir de sus experiencias y sentimientos propios al caracterizar sus personajes y convertirse en una marioneta, esto es, en un ser en movimiento. Fue una reacción contra la forma de caracterizar sus personajes de ciertos divos decimonónicos, a los que imprimía arbitrariamente su subjetividad. Para su modelo teatral, Craig se inspiró en ciertas dramaturgias orientales, para las que el movimiento y el gesto son los que transmiten las ideas, emociones y sentimientos.
Craig usó este término en su obra El arte del teatro de 1911, que tuvo una enorme repercusión internacional. En el caso de España, influyó en otros escenógrafos (como Cipriano Rivas Cherif) y teóricos del teatro, como Rafael Dieste, quien abordó en su obra Revelación y rebelión del teatro: misterio polemístico en una jornada (1935) las teorías de Craig y el concepto de supermarioneta.